# Scopula asthena
Scopula asthena là một loài bướm đêm trong họ Geometridae.